# Ferrinho (instrumento musical)

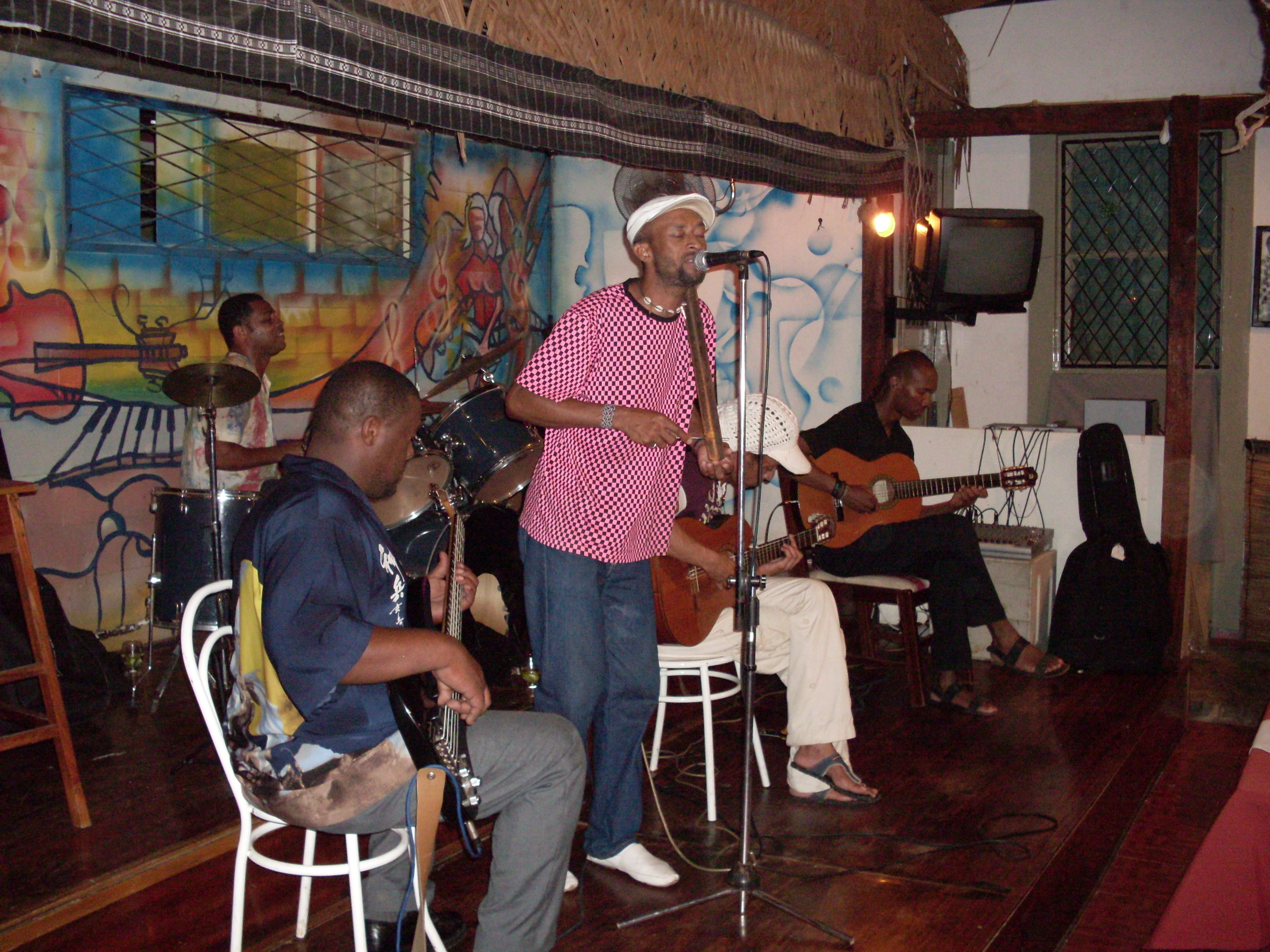
O cantor Bino Branco do grupo Ferro Gaita, tocando um ferrinho.

O ferrinho é um instrumento musical, mais precisamente um idiofone de raspagem. É constituído por uma barra de metal (geralmente ferro) que é friccionada por outro objecto de metal. A barra é segurada verticalmente, com a sua parte inferior apoiada sobre a palma da mão do instrumentista, enquanto que a parte superior fica apoiada no ombro do instrumentista. Com a outra mão, um objecto metálico segurado horizontalmente vai friccionando a barra com movimentos de vai-e-vem verticais. Quando é fabricado por medida, costuma ter cerca de 90 cm, e uma secção em «L» para facilitar o manuseamento.
O ferrinho é usado para marcar o ritmo no funaná, um género musical de Cabo Verde.
Julga-se que o nome «ferrinho» seja uma adaptação de «ferrinhos», que é o nome com que é conhecido o triângulo na música popular portuguesa. Apesar do nome, o ferrinho apresenta mais analogias com instrumentos como o reco-reco (idiofones de raspagem) do que com o triângulo (idiofone directamente percutido).